# Murricia caishen
Espèce
Murricia caishen est une espèce d'araignées aranéomorphes de la famille des Hersiliidae.

## Distribution
Cette espèce est endémique de Hainan en Chine,. Elle se rencontre vers Wuzhishan.

## Description
La femelle holotype mesure 5,76 mm

## Systématique et taxinomie
Cette espèce a été décrite par Lin et Li en 2022.

## Étymologie
Cette espèce est nommée en référence à Caishen, le dieu de la richesse.

## Publication originale
- Lin & Li, 2022 : « Taxonomic notes on seven species of the family Hersiliidae (Arachnida: Araneae) from China and the Philippines. » Zoological Systematics, vol. 47, no 2, p. 132-145.